# Daniel Willi
Daniel Willi (* 18. Mai 1696 in Chur; † 5. Dezember 1755 ebenda) war ein Schweizer reformierter Geistlicher und Pietist.

## Leben
Daniel Willi wurde als Sohn von Johann Simeon Willi, zu Lebzeiten Inhaber verschiedener käuflicher Ehrenämter wie Zoller und Stadtbaumeister, und dessen Frau Anna Emerita Frizzoni in Chur im Kanton Graubünden geboren. Es wuchs im Haus neben dem Salvatorenturm auf.
1709 ging er nach Bergamo, um sich zum Kaufmann ausbilden zu lassen. Kurz darauf verwarf er den Plan allerdings, kehrte nach Chur zurück und besuchte seit 1711 das Collegium philosophicum. Im nächsten Jahr begann er in Friaul eine fünfjährige Ausbildung zum Kaufmann. Schlussendlich widmete er sich aber der Theologie und schrieb sich 1718 an der Universität Heidelberg ein und wurde in diesem Jahr ein Schüler der Professoren Mieg und Kirchmeyer. Die folgenden zwei Jahre verbrachte er als Hauslehrer in Bern und setzte anschließend das Studium an der Universität Basel fort.
Am 21. Juni 1720 nahm ihn die evangelisch-rätische Synode in Ilanz auf. Dies war Voraussetzung, um im Freistaat der Drei Bünde als Pfarrer tätig zu sein. Die Aufnahme erfolgte unter der Bedingung, dass er noch ein weiteres Jahr im Ausland studiere. Dieser Aufforderung ging Willis nicht nach, sondern unterrichtete bis 1723 Latein in Chur. 1722 übernahm er die Pfarrstelle in Maladers. In seine Zeit in Maladers fällt auch die Heirat mit Anna Bavier, Tochter des Churer Pfarrers Ulrich Bavier. Mit ihr zeugte er insgesamt neun Kinder. 1723 gab er die Hauslehrerstelle ab und übernahm die Gemeinde Thusis.
Am 18. Februar 1727 brach ein Feuer aus, das unter anderem Kirche und Pfarrhaus stark beschädigte. 1729 gründete er in Thusis ein Waisenhaus. Im Jahr 1733 legte er sein Amt nieder, um sich wieder als Lehrer in Chur zu betätigen. Im Jahr 1737 hielt Willi in Jenaz vor der Synode eine Predigt, die pietistisch geprägt war – Willi war dem Pietismus zuzuordnen – und somit für Ärger innerhalb der Gegner des Pietismus sorgte. Im selben Jahr übernahm er die Pfarrstelle in Parpan unter Beibehaltung seines Lehramtes.
Als „hervorragender pietistischer Theologe“ bekannt, berief man Willi 1738 an die Regulakirche in Chur. Dann wechselte er 1752 an die Churer Martinskirche. Das Amt übte er bis zu seinem Tode am 5. Dezember 1755 im Alter von 59 Jahren aus.
Willi hatte Kontakte zur Herrnhuter Brüdergemeine. Erich Wenneker nannte ihn den «bedeutendsten Vertreter des frühen Pietismus in Graubünden».
Kurz nach Daniel Willis Tod entflammte der Herrnhuterstreit in Graubünden.

## Werke
- Des Christen erst- und letster Will, Oder Thätliche lebens- und sterbens-Regel. Aus Matth.6 vers. 10. Bey Christlicher Ehren-Bestattung Des Hochgeachten, Wohl-Edel-gebornen, Wohlweisen Herzen Herren Ruodolff Rosenrollen, gewählten hoch-meritierten Vicari des Veltlin, wie auch offtmahligen Haubts unsrer G'meind, und beharzlichen Oberkeitlichen Raths-Glied derselben (St. Gallen 1730)
- In das Wort der Wahrheit verschantzete/ und durch dasselbe allein/ und ohne einige Consequentzen Aufzuschliessende und aufzulösende Aus Philosophie, Theologie, und Morale sowohl zusammen getragene/ als selbst aus und nach dem Maas der GnadeAufgesetzte Rätzel (1736)
- Die Heylsame Worte Jesu Christi, und die Lehre nach der Gottseligkeit, In einer Synodal-Predigt von Daniel Willi. In Dem Tempel zu Janatz im Prätigauw Anno 1737. d. 12. Junii (Frankfurt/Leipzig 1737)
- Das erläuterte Zeugnuss der Wahrheit. Dem Irr-Licht ein Irr-Licht. 1. Corinth. I, 18-31. Dem Einfältigen Haufe ein Zeugnuss der Warheit Nach dem Maass der Gnade (Frankfurt/Leipzig 1738)
- Schibboleth oder Unertriegliche Losung derer Knechten Jesu Christi und seines Hauses, in diesen Letsten Tagen/ in zweyen Eintritts-Predigten. Ueber 2. Tim IV. v. 1-5 Zur Ermunterung seiner, und seiner Brüder. Samt einer Buss-, Weck und Wahrnungs-Stimme über Judic. XVII. 6 mitgetheilet und vorgestellt. Nach erfolgter Wahl zum Predig-Amt in Chur bey St. Regula (Zürich 1743)
- Pfingstecho (Zürich 1744)